# Delisie
Delisie (ang. Dollicious) – polski komiks dla dzieci autorstwa Magdaleny Meago Kani i Macieja Kura.
Delisie zadebiutowały w 2012 roku na Internecie jako seria projektów postaci stworzonych przez Kanię, które po latach zostały przekształcone w komiks internetowy. Od roku 2021 ukazuje się w formie albumowej w Kanadzie (nakładem wydawnictwa K6 Media Group), a w Polsce od 2022 roku nakładem wydawnictwa Egmont Polska. Komiks ukazał się także w USA. Na podstawie komiksu ukazały się min. karty kolekcjonerskie, breloczki i poduszki. Obecnie w Kanadzie trwają pracę nad adaptacją animowaną. W październiku 2023 ukazała się gra na podstawie komiksu pt. "Delisie Wielka Imprezka".

## Opis
Komiks rozgrywa się w świecie antropomorficznego jedzenia, gdzie każda potrawa jest spersonifikowana jako dziewczynka, ich wygląd zwykle zawiera elementy jedzenia. Słodycze mieszkają między chmurkami w mieście „Podniebna łakoć”, warzywa na farmie Argarska Preria, Owoce na kurorcie na wyspie, a Zioła w Dżungli, gdzie żyją w cywilizacji bazowanej na amazonkach. W sercu miasta znajduje się miasteczko Alakart, gdzie żyją wszystkie pozostałe potrawy. Głównymi bohaterkami jest zwykle rodzina makaronów, prowadząca restaurację „Pasta Cafe”. Komiks uczy o rozwijaniu karier i zamienianiu pasji w zawody. Kraina ma swoją mitologię i legendy.

## Bohaterki
- Ramen (nazwana po zupie ramen) – główna bohaterka, kocha gotować, jest główną kucharką w mieście Pasta Cafe, jej idolkami są legendarne kucharki Mąka, Mleko i Cukier.
- Spaghetti – starsza siostra Ramen, głowa restauracji, bardzo wrażliwa na tematy finansowe,
- Pho (nazwana po zupie phở)– kolejna z makaronowych sióstr, zgrywuska,
- Muszelka – makaronowa siostra, malarka, zamiast włosów ma makaron w kształcie muszli,
- Gniazdka – kolejna z makaronowych sióstr, wynalazca i mechanik, potrafi budować przedmioty w ułamku sekundy, choć jest bardzo introwertyczna i spokojna. Jej włosy są w krztałcie makaronu-gniazdki,
- Kokardka – kolejna z sióstr, jej włosy są w kształcie makaronu kokardki,
- Lazania – druga najmłodsza siostra, uwielbia koty, jest nawiązaniem do lasagne.
- Świderka – najmłodsza z sióstr, ma kilka lat i nie mówi jeszcze, bardzo wesoła z aktywną wyobraźnią.
- Pierniczka (ang. Ginger) – przyjaciółka Ramen, narciarka, mieszka w „Podniebnej łakoci”.
- Mysi Melon (ang. Cucamelon) – przyjaciółka Ramen, prowadzi butik na wyspie owoców, mówi łamanym hiszpańskim. Bardzo wrażliwa.
- Tiramisu – przyjaciółka Ramen, z Podniebnej Łakoci, nosi beret, jest pretensjonalna i ma obsesje na punkcie bycia oryginalną (co lubi podkreślać).
- Żelka (ang. Gummi) – przyjaciółka Ramen z Podbniebnej Łakoci. Jest dziecinna, wesoła, ekscentryczna i rozmawia z pluszowymi misiami, które zbiera.
- Liść Laurowy – chodząca świątynia wiedzy, żyje w dżungli Ziół i lubi opowiadać o jej sekretach. Działa innym na nerwy kiedy się mądrzy. Czyta dużo książek, gra na lirze, ma papugę imieniem Sezam. Lubi podkreślać, że jej imię poprawnie brzmi "Wawrzyn szlachetny (Laurus nobilis)".
- Dynia – Maniaczka horrorów oraz wszystkiego co straszne i upiorne. Mieszka na farmie warzyw, gdzie prowadzi muzeum paranormalne oraz podcast o tajemnicach krainy. Podatna na teorie spiskowe. Lubi straszyć inne Delisie dla żartu.
- Truskawka w Czekoladzie (ang. Chocdip) – Zwykle adresowana skrótem "Truskawa". Rebeliantka, z Podniebnej Łakoci. Lubi się zakładać i bywa awanturnicza. Razem z Jagodą i Maliną mają zespół „Dzikuski”, ale nikt nie lubi ich muzyki[6][7].
- Guarana – nadpobudliwa Delisia, którą zawsze rozpiera energia. Często najpierw działa, potem myśli.
- Tort Urodzinowy - Iluzjonistka, ma białego królika imieniem Pan Świeczek, który jest jej asystentem. Jej powiedzonkiem jest "Niespodzianka!"

## Tomy w serii
- Delisie #01: Życie ma smak! (premiera Kanadyjska – 2021, premiera Polska i USA – 2022)
- Delisie #02: Mniam, mniam, mniam (2022)
- Delisie #03: Apetyt na sukces (2023)
- Delisie #04: Świątynia Aromy (2024)[8]